# Benjamín Urías
Benjamín Urías är en ort i Mexiko.   Den ligger i kommunen Hidalgo och delstaten Durango, i den centrala delen av landet, 1 000 km nordväst om huvudstaden Mexico City. Benjamín Urías ligger 1 860 meter över havet och antalet invånare är 489.
Terrängen runt Benjamín Urías är huvudsakligen platt, men söderut är den kuperad.  Trakten runt Benjamín Urías är nära nog obefolkad, med mindre än två invånare per kvadratkilometer. Närmaste större samhälle är Villa Hidalgo, 16,7 km öster om Benjamín Urías. Omgivningarna runt Benjamín Urías är i huvudsak ett öppet busklandskap.